# Filip Szymczak
Filip Szymczak (Poznań, 6 maggio 2002) è un calciatore polacco, attaccante del Lech Poznań.

## Caratteristiche tecniche
È una prima punta completa, dotata di un fisico possente e di un ottimo senso del gol. È capace di calciare sia di sinistro che di destro, il che lo rende difficile da marcare per i suoi avversari. Riesce a destreggiarsi bene spalle alla porta, proteggendo il pallone e dando diverse soluzioni ai compagni in fase di possesso palla.
Durante la stagione 2022-2023, il tecnico del Lech van den Brom ha scelto di schierarlo anche alle spalle di Ishak o sull'esterno in un 4-2-3-1.

## Carriera

### Club
Acquistato dal Lech Poznan nel 2013, a soli undici anni, dal Warta Poznań, Szymczak compie tutta la trafila nel settore giovanile dei Kolejorz. L'8º febbraio 2020 durante la gara di campionato contro il Raków Częstochowa esordisce in prima squadra. Una settimana più tardi, durante la trasferta contro il Cracovia Kraków, colleziona la seconda presenza in Ekstraklasa subentrando a Karlo Muhar. Sempre nel corso della stagione 2019-2020 viene schierato regolarmente dalla seconda squadra, con la quale realizza diversi gol in II Liga, terzo livello del calcio polacco. 
Il 15 agosto 2020 realizza il suo primo gol fra i professionisti in occasione della gara di Coppa di Polonia contro l'Odra Opole. Il 28 agosto 2020, in occasione del suo debutto internazionale nel primo turno preliminare di UEFA Europa League realizza il gol del definitivo 3-0 contro i lettoni del Valmiera. Per tutta la prima parte della stagione resta fuori a causa di un infortunio, ma nel gennaio 2021, complici le defezioni di K'ach'arava e Ishak si ritrova a giocare da titolare al centro dell'attacco dei kolejorz. Al termine della stagione, conclusa con undici gare e zero reti all'attivo, il suo contratto viene rinnovato sino al 2025, prima di venire prestato al GKS Katowice per accumulare esperienza.
Esordisce con i gialloneri il 31 luglio nel match contro il Resovia, realizzando il suo primo gol in campionato. In totale realizza undici reti, risultando uno dei protagonisti della stagione del Katowice e convicendo il Lech a riportarlo alla base a fine campionato.
Aggregato alla prima squadra, esordisce nei preliminari di UEFA Champions League nella gara vinta 1-0 contro il Qarabağ.

### Nazionale
Ad agosto 2020 viene convocato per la prima volta in Under-19, dopo aver già fatto parte delle selezioni Under-16 e Under-17. Durante la partita di esordio, il 3 settembre contro la Germania, realizza il gol del momentaneo vantaggio su calcio di rigore. 
Il 26 marzo 2021 debutta con la nazionale U21, disputando da titolare l'amichevole vinta per 7-0 contro l'Arabia Saudita.

## Statistiche

### Presenze e reti nei club
Statistiche aggiornate al 2 ottobre 2022.
| Stagione              | Squadra               | Campionato            | Campionato | Campionato | Coppe nazionali | Coppe nazionali | Coppe nazionali | Coppe continentali | Coppe continentali | Coppe continentali | Altre coppe | Altre coppe | Altre coppe | Totale | Totale |
| Stagione              | Squadra               | Comp                  | Pres       | Reti       | Comp            | Pres            | Reti            | Comp               | Pres               | Reti               | Comp        | Pres        | Reti        | Pres   | Reti   |
| --------------------- | --------------------- | --------------------- | ---------- | ---------- | --------------- | --------------- | --------------- | ------------------ | ------------------ | ------------------ | ----------- | ----------- | ----------- | ------ | ------ |
| 2018-2019             | Lech Poznań II        | 3L                    | 6          | 1          | PP              | 0               | 0               | -                  | -                  | -                  | -           | -           | -           | 6      | 1      |
| 2019-2020             | Lech Poznań II        | 2L                    | 25         | 12         | PP              | 0               | 0               | -                  | -                  | -                  | -           | -           | -           | 25     | 12     |
| 2020-2021             | Lech Poznań II        | 2L                    | 7          | 4          | PP              | 0               | 0               | -                  | -                  | -                  | -           | -           | -           | 7      | 4      |
| Totale Lech Poznan II | Totale Lech Poznan II | Totale Lech Poznan II | 38         | 17         |                 | 0               | 0               |                    | -                  | -                  |             | -           | -           | 38     | 17     |
| 2019-2020             | Lech Poznań           | EK                    | 4          | 0          | PP              | 1               | 0               | -                  | -                  | -                  | -           | -           | -           | 5      | 0      |
| 2020-2021             | Lech Poznań           | EK                    | 11         | 0          | PP              | 3               | 1               | UEL                | 1                  | 1                  | -           | -           | -           | 15     | 2      |
| 2021-2022             | GKS Katowice          | 1L                    | 32         | 11         | PP              | 0               | 0               | -                  | -                  | -                  | -           | -           | -           | 32     | 11     |
| 2022-2023             | Lech Poznań           | EK                    | 8          | 0          | PP              | 0               | 0               | UCL + UEC          | 2+8                | 0                  | SP          | 1           | 0           | 19     | 0      |
| Totale carriera       | Totale carriera       | Totale carriera       | 93         | 27         |                 | 4               | 1               |                    | 11                 | 1                  |             | 1           | 0           | 108    | 28     |